# Fierărie

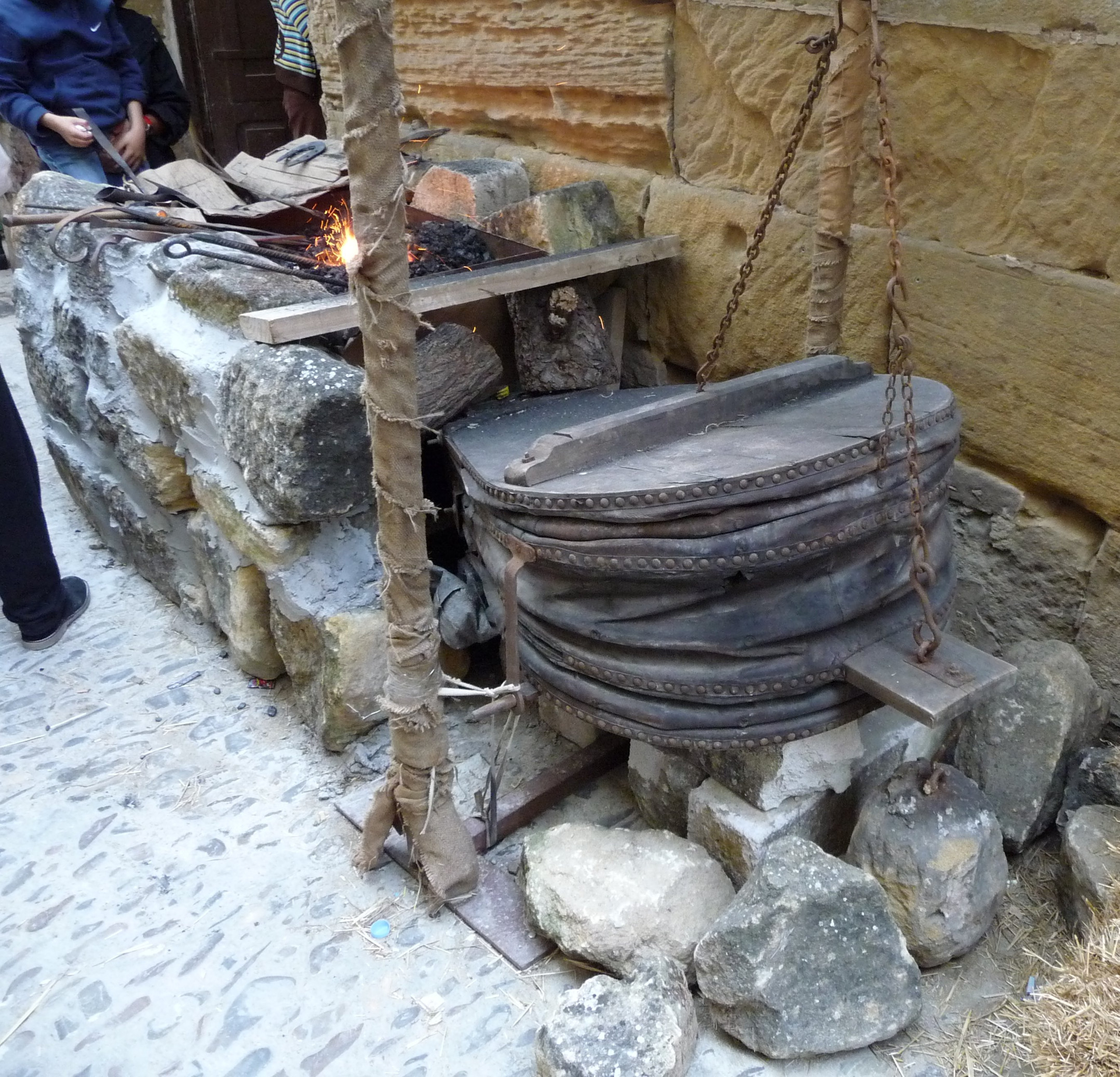
Cuptor de fierar

Fierăria este o clădire în care fierarul prelucrează la cald fierul și oțelul prin metode tradiționale. 
Dotarea fierăriei include un cuptor/forjă, o nicovală și alte mici unelte (ciocane de mai multe dimensiuni, clești, patente) eventual un loc pentru potcovit cai și  boi. În prezent, fierăriile sătești  își pierd importanța datorită scăderii numărului de cai și apariția  multor ateliere mecanice moderne. Fierăritul este cunoscut ca și meșteșug. 
Din punct de vedere istoric, fierăriile au fost construite adesea în mijlocul comunităților care depindeau direct de această meserie pentru locuri de muncă, dar și locuințe. Se estimează că obiectele modificate din metal (primele tentative de fierărit) datează de aproximativ 5000 de ani. 

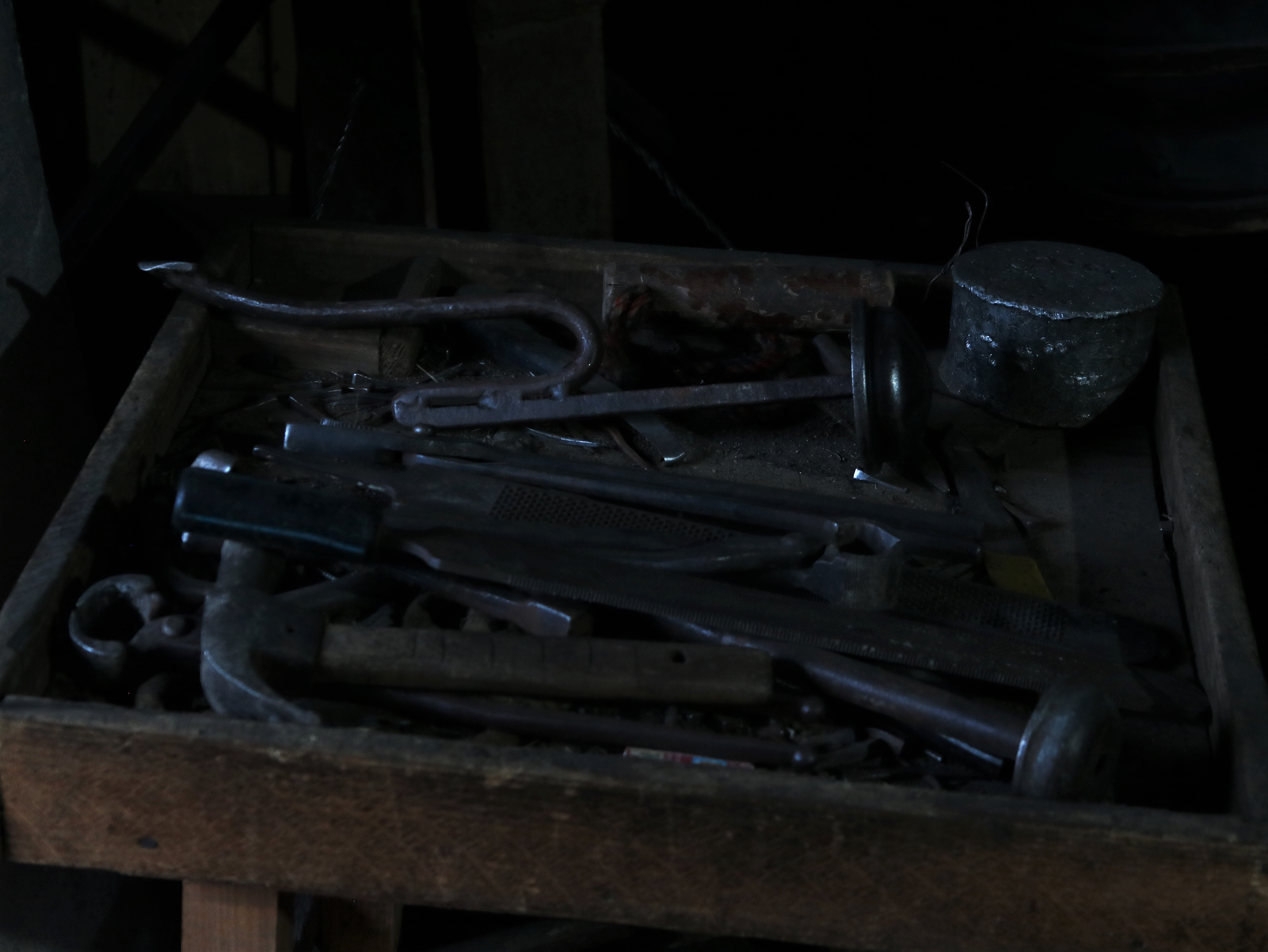
Unelte făcute de fierar pentru potcovit.

## Forja fierăriei/Foale
Forja fierăriei, numită local și ca foale sau foi de piele este un aparat cre servește la comprimarea și la suflarea aerului cu ajutorul unei camere cu burduf de piele (de cal sau bou) cu pereți plisați, acționată prin mânere sau printr-un sistem de frânghii.

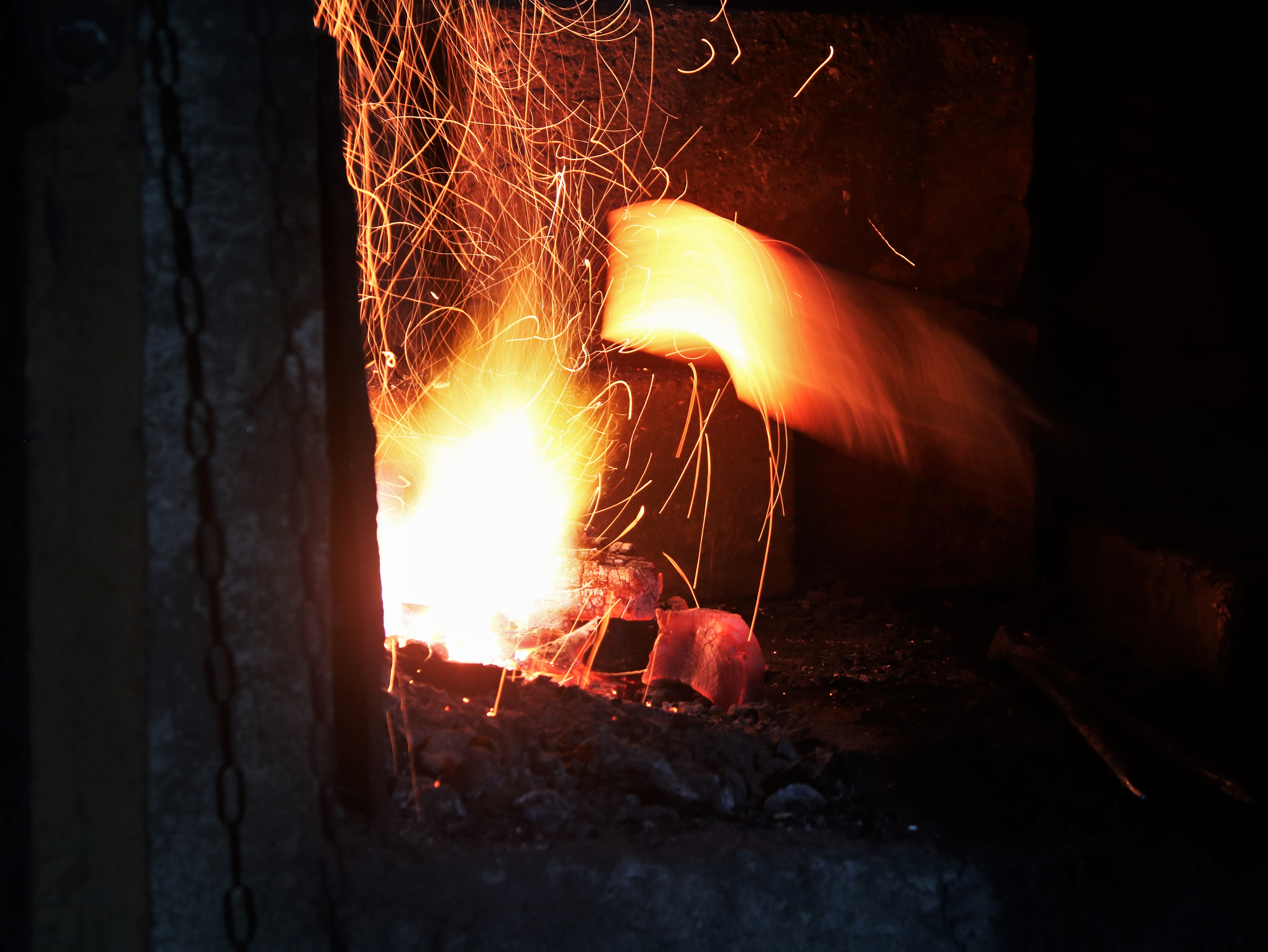
Fier încălzit în cuptor.

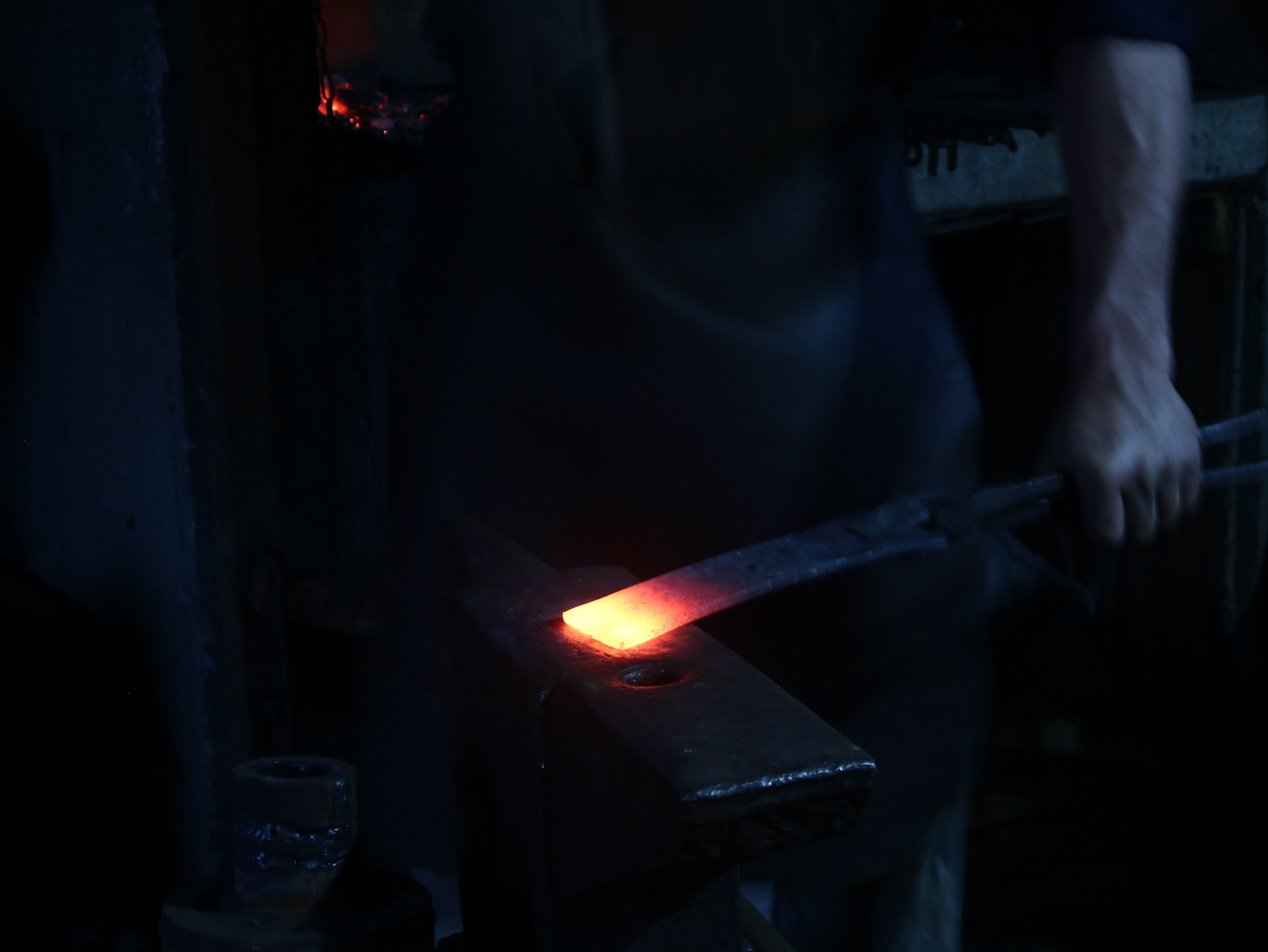
Fierul scos din cuptor este modelat cu ajutorul ciocanului.

Temperatura cuptorului forjei ajunge la aproximativ 1300 de grade Celsius. Atunci,  oțelul încălzit ajunge, după înroșire să ia  culoarea albă. Aceeași forjare se realizează în intervalul 800-1300 grade în funcție de tipul de oțel și cerințele tratamentului  termic specific acestuia. În mod plastic, la această temperatură, oțelul poate fi modelat prin loviri corespunzătoare cu un ciocan/baros pe o nicovală cât și prin îndoire, tăiere, tragere cu ajutorul unor scule/instrumente suplimentare.